# Hiroshi Moriyama
Pour les articles homonymes, voir Moriyama (homonymie).
Hiroshi Moriyama (森山 裕, Moriyama Hiroshi), né le 8 avril 1945 à Kanoya, est un homme politique japonais, membre du Parti libéral-démocrate (PLD). Originaire de Kyūshū, il siège d'abord plusieurs années au conseil municipal de Kagoshima. Conseiller du Japon de 1998 à 2004 et représentant de la cinquième puis quatrième circonscription de la préfecture de Kagoshima depuis 2004, il a été ministre de l'Agriculture, des Forêts et de la Pêche de 2015 à 2016.
En septembre 2024, il devient secrétaire général du Parti libéral-démocrate.

## Jeunesse
Moriyama est né le 8 avril 1945 dans un abri antiaérien à Kanoya, dans la préfecture de Kagoshima, en raison des bombardements alliés. Sa famille assure la gestion d'une ferme et d'un kiosque à journaux. Enfant, Moriyama livre des journaux à vélo le matin pour le compte du kiosque familial,.
Après être sorti du collège, il travaille dans l'industrie automobile tout en allant au lycée à temps partiel. Il achève ses études secondaires en 1965. En 1969, il ouvre une concession de voitures d'occasion.

## Parcours politique
La carrière politique de Moriyama commence en 1975 lorsqu'il est élu conseiller municipal de Kagoshima. Il reste membre du conseil municipal pendant vingt-trois ans et le préside à trois reprises.
Lors des élections de la Chambre des conseillers de juillet 1998 (ja), il remporte un siège pour le compte du Parti libéral-démocrate (PLD) dans la circonscription électorale de Kagoshima. Il occupe le poste de secrétaire parlementaire du ministère des Finances d'octobre 2002 à septembre 2003.
En avril 2004, peu avant la fin de son mandat de conseiller, Moriyama démissionne pour se présenter à une élection partielle dans la cinquième circonscription de la préfecture de Kagoshima, provoquée par la mort du titulaire Sadanori Yamanaka (ja). Il remporte largement le scrutin avec plus de quatre voix sur cinq et entre à la Chambre des représentants. Cependant, lors des élections législatives de l'année suivante, comme il s'oppose à la privatisation du service postal public voulue par le Premier ministre Jun'ichirō Koizumi, il se voit refuser l'investiture officielle du PLD, qui lui oppose un autre candidat, Masatake Yone. Moriyama défait néanmoins aisément son adversaire en tant que candidat indépendant,.
Comme beaucoup d'autres opposants à la privatisation des services postaux, Moriyama réintègre le PLD sous le successeur de Koizumi, Shinzō Abe, en décembre 2006. En juillet 2007, il rejoint la faction de Taku Yamasaki (en), la Kinmirai Seiji Kenkyūkai (近未来政治研究会). En août de la même année, il est nommé vice-ministre des Finances, fonction qu'il conserve jusqu'en août 2008. Il occupe plus tard le poste de ministre de l'Agriculture, des Forêts et de la Pêche d'octobre 2015 à août 2016 dans le gouvernement Abe III.
En août 2017, il est nommé président de la commission des affaires parlementaires du PLD. Proche allié du secrétaire général du Cabinet Yoshihide Suga et du secrétaire général du PLD Toshihiro Nikai, Moriyama conserve sa position lorsque le premier succède à Abe en septembre 2020. Il la perd néanmoins lorsque Fumio Kishida remplace Suga en octobre 2021.
En décembre de la même année, Moriyama prend la tête de la Kinmirai Seiji Kenkyūkai après la défaite de son chef Nobuteru Ishihara aux élections législatives de 2021. En août 2022, il est nommé président du comité de stratégie électorale du PLD et chargé à ce titre de la coordination des candidats du parti après le redécoupage des circonscriptions électorales. Il reste à ce poste jusqu'en septembre 2023, lorsqu'il est nommé président du conseil général du PLD.

## Résultats électoraux

### Élections de la Chambre des conseillers
| Année | Parti | Parti | Circonscription | Voix    | %     | Rang | Issue |
| ----- | ----- | ----- | --------------- | ------- | ----- | ---- | ----- |
| 1998  |       | PLD   | Kagoshima       | 243 318 | 27,93 | 1er  | Élu   |

### Élections législatives
| Année | Parti           | Parti | Circonscription | Voix    | %     | Rang | Issue |
| ----- | --------------- | ----- | --------------- | ------- | ----- | ---- | ----- |
| 2004  |                 | PLD   | 5e de Kagoshima | 115 820 | 82,79 | 1er  | Élu   |
| 2005  |                 | SE    | 5e de Kagoshima | 110 457 | 62,58 | 1er  | Élu   |
| 2009  |                 | PLD   | 5e de Kagoshima | 109 426 | 61,06 | 1er  | Élu   |
| 2012  | 107 933         | PLD   | 5e de Kagoshima | 83,14   |       | 1er  | Élu   |
| 2014  | 94 978          | PLD   | 5e de Kagoshima | 79,05   |       | 1er  | Élu   |
| 2017  | 4e de Kagoshima | PLD   | 128 112         | 70,78   |       | 1er  | Élu   |
| 2021  | 4e de Kagoshima | PLD   | 127 131         | 69,54   |       | 1er  | Élu   |
| 2024  | 4e de Kagoshima | PLD   | 111 484         | 71,97   |       | 1er  | Élu   |